# 189-та резервна дивізія (Третій Рейх)
189-та резервна дивізія (Третій Рейх) (нім. 189. Reserve-Division) — резервна піхотна дивізія Вермахту, що входила до складу німецьких сухопутних військ у роки Другої світової війни.

## Історія з'єднання
189-та резервна дивізія була сформована 26 вересня 1942 року у Фрідберзі і згодом передислокована до центральної Франції. 6 грудня 1942 року її перейменували на 189-ту піхотну дивізію. 20 травня 1943 року вдруге сформована в Центральній Франції. Після висадки союзників на півдні Франції дивізія вела бойові дії, в ході яких була зазнала нищівних втрат і перетворена на кілька бойових груп. 8 жовтня 1944 року залишки дивізії були реорганізовані на Верхньому Рейні у 189-у піхотну дивізію.

## Райони бойових дій
- Франція (вересень — грудень 1942; травень 1943 — жовтень 1944)

## Командування

### Командири
- генерал-лейтенант Егон фон Найндорфф (нім. Egon von Neindorff) (26 вересня — 6 грудня 1942; 20 травня — 1 жовтня 1943);
- генерал-лейтенант Ріхард фон Шверін (нім. Richard von Schwerin) (1 жовтня 1943 — 25 вересня 1944);
- генерал-майор Ернст фом Бауер (нім. Ernst von Bauer) (25 вересня — 1 жовтня 1944).

### Підпорядкованість
| Час      | Корпус      | Армія | Група армій (округ) | Штаб           |
| -------- | ----------- | ----- | ------------------- | -------------- |
| 1943     |             |       |                     |                |
| січень   | LXVI рез.к  |       | Група армій «D»     | Клермон-Ферран |
| 1944     |             |       |                     |                |
| січень   | LXVI рез.к  |       | Група армій «D»     | Клермон-Ферран |
| травень  | резерв      |       | Група армій «G»     | Віші           |
| липень   | IV Ав.Пол.К | 19 А  | Група армій «G»     | Віші           |
| вересень | LXIV ак     | 19 А  | Група армій «G»     | Ремірмон       |

### Склад
| 1942                                    | 1943                                   |
| --------------------------------------- | -------------------------------------- |
| 15-й резервний піхотний полк            | 15-й резервний гренадерський полк      |
| 9-й резервний піхотний полк             | 28-й резервний гренадерський полк      |
| 273-й резервний артилерійський дивізіон | 28-й резервний артилерійський дивізіон |
| 9-й резервний інженерний батальйон      |                                        |
| 1089-й резервний самокатний ескадрон    |                                        |
| 1071-ша протитанкова рота               | —                                      |
| 1089-й дивізійна рота зв'язку           |                                        |
| 1089-те управління забезпечення дивізії |                                        |